# Santa María del Campo (kommunhuvudort)
Santa María del Campo är en kommunhuvudort i Spanien.   Den ligger i provinsen Provincia de Burgos och regionen Kastilien och Leon, i den centrala delen av landet, 190 km norr om huvudstaden Madrid. Santa María del Campo ligger 813 meter över havet och antalet invånare är 677.
Terrängen runt Santa María del Campo är huvudsakligen platt, men västerut är den kuperad. Runt Santa María del Campo är det mycket glesbefolkat, med 6 invånare per kvadratkilometer. Närmaste större samhälle är Estépar, 17,1 km norr om Santa María del Campo. Trakten runt Santa María del Campo består till största delen av jordbruksmark.